# ضامة

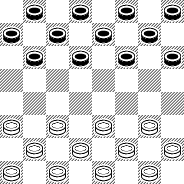
مواقع القطعة عند البداية

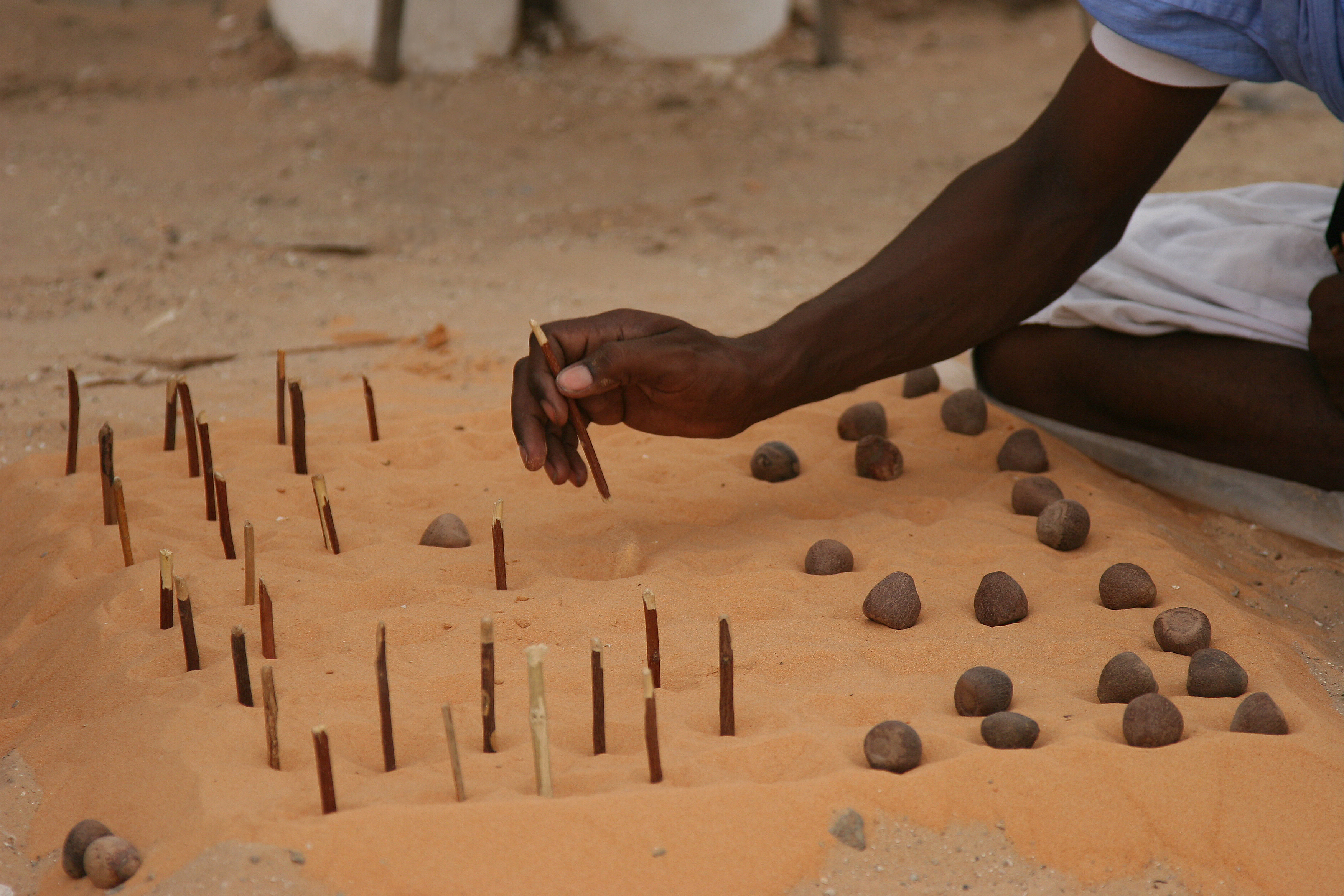
موريتانيون يلعبون الضامة على الرمال.

لعبة الضامة (أو دما أو دامة) لعبة لوحية شعبية ووسيلة تسلية وتنافس بسيطة. هي لعبة إستراتيجية تلعب بين شخصين فقط على لوحة تحمل مربعات وباستعمال قطع على شكل أقراص غالبًا وتحركات القطع موحدة وإلزامية ويعبر من خلال القفز فوق قطع الخصم.
وهي لعبة عربية دخلت إلى أوروبا عن طريق الأندلس هي والشطرنج (المصدر كتاب شمس العرب تسطع على الغرب - زيغريد هونكه ص47)
وتجري لها الآن بطولات لها في فرنسا وبريطانيا والولايات المتحدة الأمريكية، وتُلعب على لوحة 8 وحدات طولاً و 8 وحدات عرضاً (أي 64 مربع) مع 12 قطعة لكل جانب

## أدوات اللعبة
- لوح اللعب: لوح خشبي في العادة عليه شبكة مربعات 8×8 بلونين مختلفين متناوبين.. وهو نفس اللوح المستخدم في لعبة الشطرنج.
- القطع: قطع خشبية عادة على شكل أقراص بلونين مختلفين.. لكل لاعب 12 قطعة.

## قوانين اللعبة
- توزيع القطع عند البداية: يوزع كل لاعب قطعه على الخانات الداكنة من الصفوف التي تليه على اللوحة.
- أنواع القطع:

1. قطع بسيطة (عادية)، وهي التي تكون موجودة منذ بداية اللعب.
2. قطع مركبة (ملك)، عندما تصل إحدى القطع البسيطة إلى نهاية اللوح فإنها تستبدل بقطعة مركبة.

- حركة القطع:

1. الحركة العادية، خطوة واحدة للأمام الأيمن أو الأمام الأيسر.. ويمكن للقطع المركبة أن تتحرك أيضًا للخلف الأيمن أو الخلف الأيسر.
2. حركة الالتهام، عندما تتقابل قطعة الخصم مع قطعتك بشكل قطري وبدون خانات فارغة بينهما وتكون الخانة التي تلي خصمك فارغة فإن حركة الالتهام تكون بوضع قطعتك في الخانة الفارغة خلف قطعة خصمك وتخرج قطعة خصمك من اللعب.
3. حركة الالتهام المزدوج، بعد أن تقوم بحركة الالتهام فإن الدور لا ينتقل إلى خصمك مباشرة إذا كان بالإمكان أن تلتهم قطعة أخرى.. وبنفس الطريقة يمكن أن يكون الالتهام ثلاثي أو رباعي أو خماسي.

- ملاحظات متعلقة بقوانين اللعب:

1. لا يمكن للقطع البسيطة (العادية) أن تلتهم للخلف مطلقًا.. حتى وإن كان الالتهام مزدوجًا.
2. في الدور الذي تصل فيه القطعة البسيطة إلى النهاية وتستبدل بقطعة مركبة فإنه لا يحق لها في ذلك الدور أن تؤدي الالتهام المزدوج بحركة خلفية بحجة أنها أصبحت قطعة مركبة.
3. الالتهام إجباري متى كان متاحًا.. وفي حالة وجود أكثر من مسار متاح للالتهام فإن اللاعب يختار أحد تلك المسارات ولا يجبر على اختيار مسار معين وإن كان يؤدي إلى التهام مزدوج مثلاً أو يؤدي إلى وصول قطعة عادية إلى نهاية اللوح.

## معرض صور

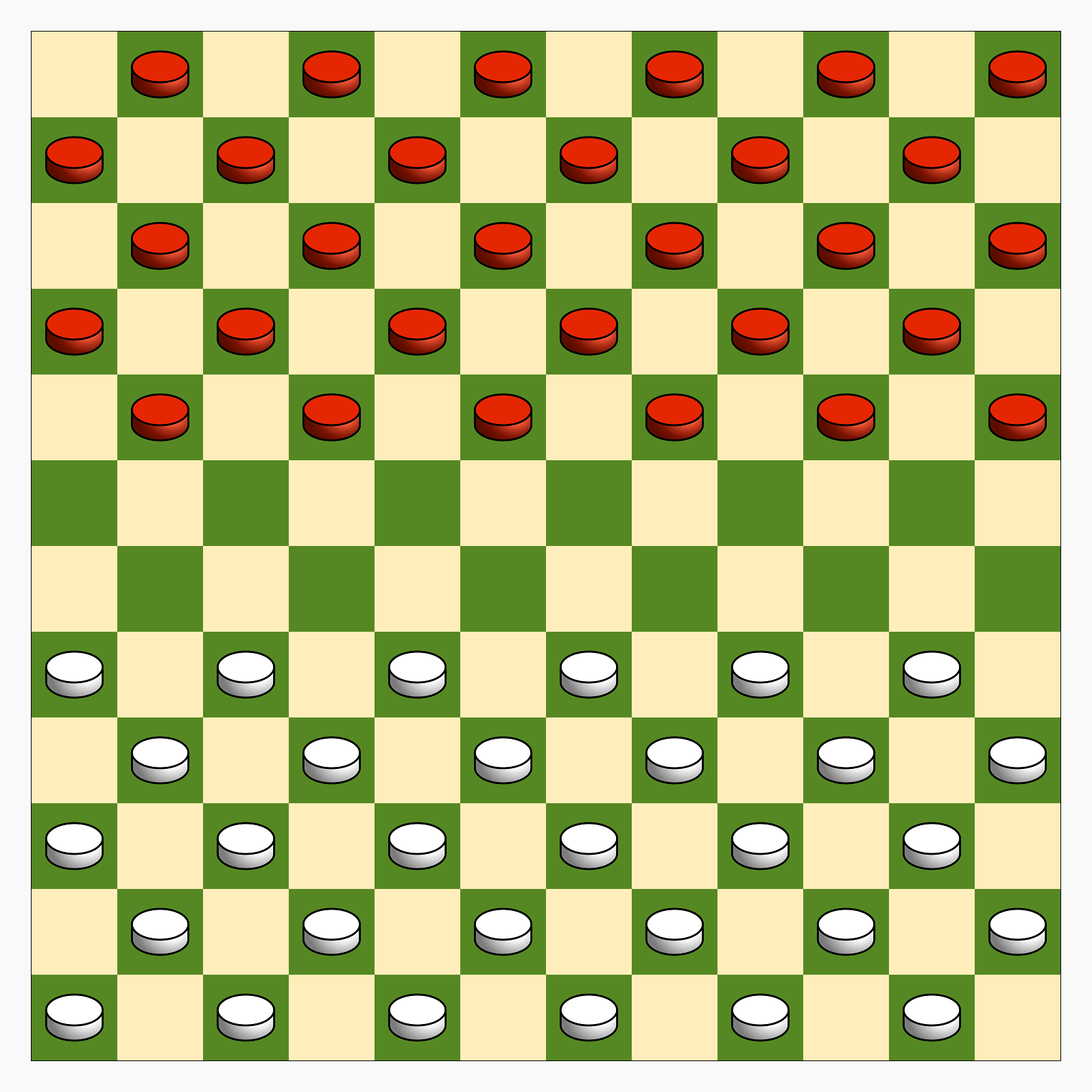
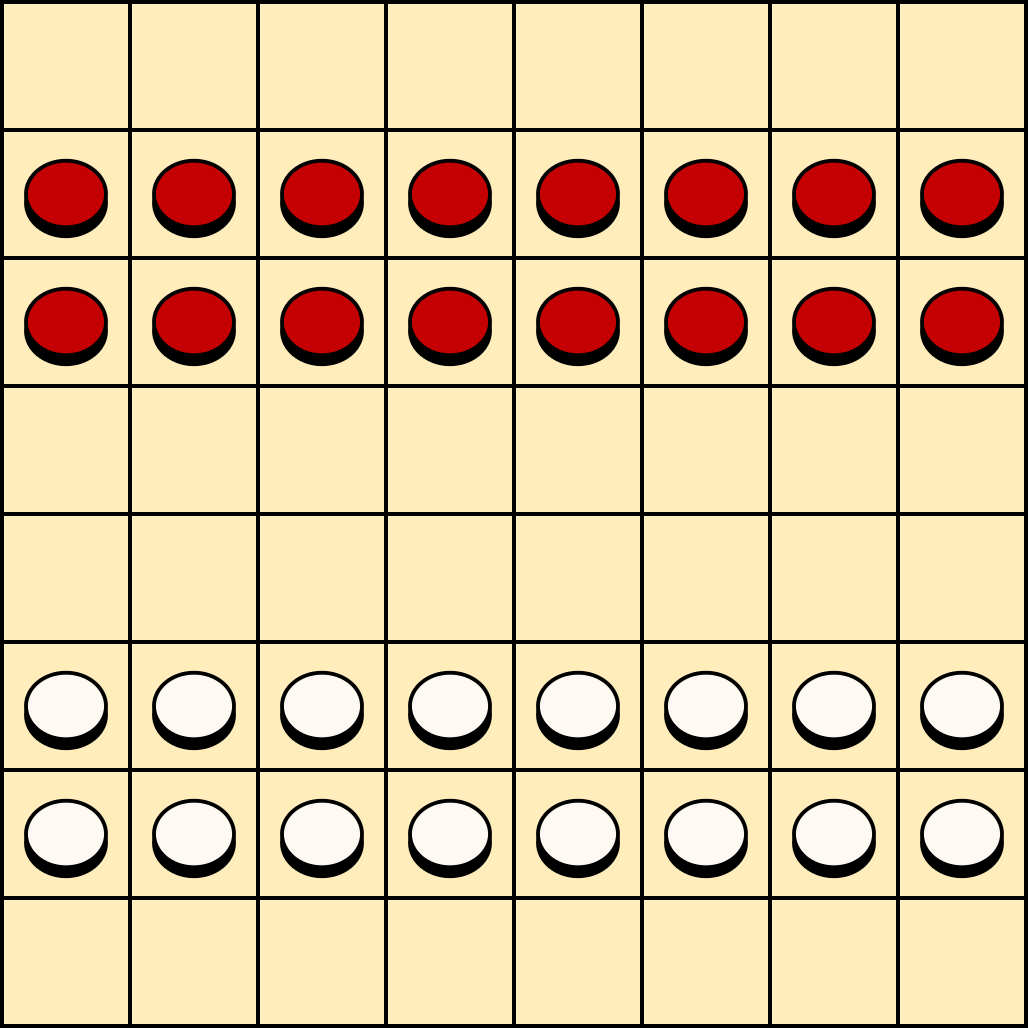
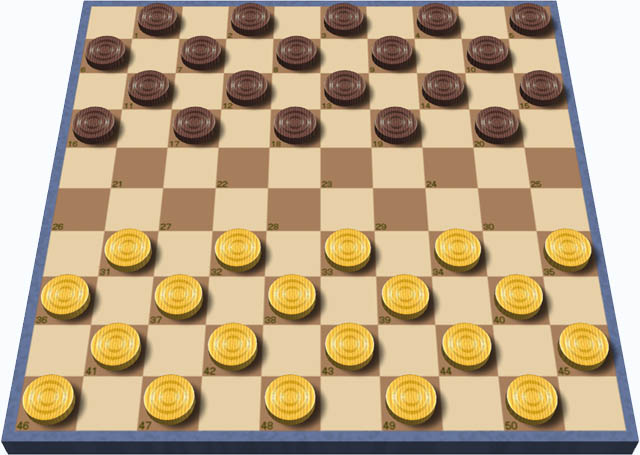
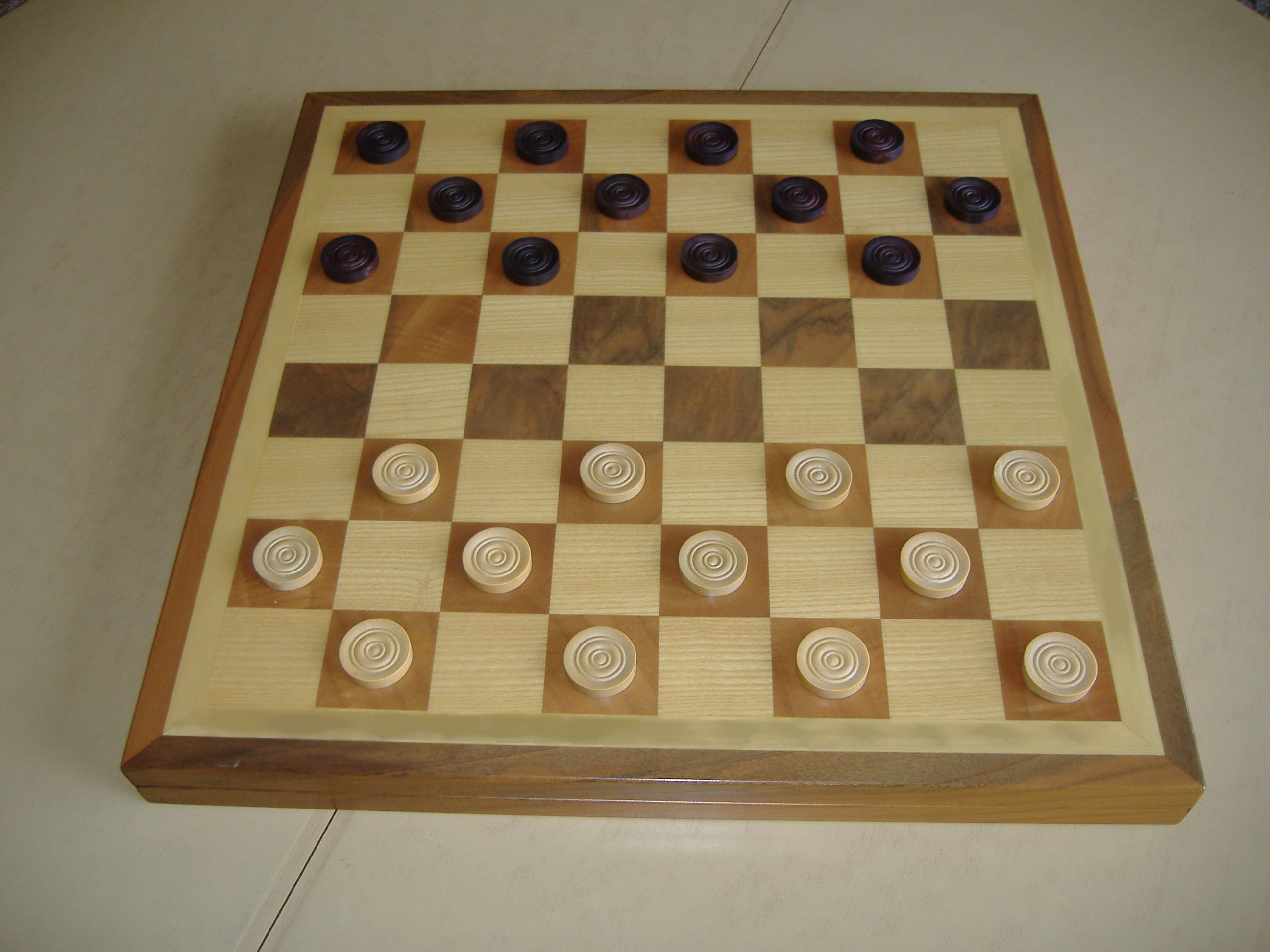

## وصلات خارجية
- دليل النجاح للاعبين